# Schrobbelèr
Schrobbelèr é um bitter herbal originário de Tilburgo, nos Países Baixos. A bebida possui um teor alcoolicol ligeiramente menor que a maioria dos bitters e é, portanto, relativamente doce. Ela é vendida em um jarro de pedra, e bebida com um cálice ligeiramente maior que um copo de shot. A bebida é especialmente popular durante o carnaval de Tilburgo.

## História
Schrobbelèr foi criada em 1973, quando o empresário Jan Wassing começou a preparar e servir uma bebida mista a amigos e conhecidos durante o carnaval, em seu bar caseiro. Esta bebida  tinha um teor alcoólico relativamente baixo, porque Wassing tinha um estômago fraco. Um destilador de licores da cidade, Isidorus Jonkers, fez uma análise da composição da bebida a pedido de Wassing, e os dois passaram a produzir o licor com uma receita própria a partir de 1978. Inicialmente, o bitter era produzido na destilaria Oude Jonker; em 2004, a produção foi transferida para a Jonkers Distillers, na área industrial de Tilburgo. Em 2010, o Schrobbelèr passou a ser produzido em Eindhoven, em uma destilaria comandada por um dos filhos de Wassing.
Desde então, a bebida passou a ser exportada para diversos países sob o nome Jans, que é mais fácil de ser pronunciado por falantes de inglês.
De acordo com o diretor da empresa, a bebida é composta por 43 tipos de ervas diferentes. A quantia é semelhante à do Licor 43, um licor espanhol. 

## Origem do nome
O nome da bebida vem de uma profissão comum na indústria têxtil de Tilburgo, de nome schrobbelaar. O schrobbelaar é responsável por colocar a lã recém-tingida no schrobbemolen, uma máquina que escovava e endireitava as fibras com escovas, em um processo semelhante à fiação de lã antes do tingimento. A profissão é tipicamente um trabalho que exige baixa qualificação e dá baixa remuneração.